# Champ Car Series 2002
De Champ Car Series 2002 was het vierentwintigste CART kampioenschap dat gehouden werd tussen 1979 en 2007. Het werd gewonnen door Cristiano da Matta.

## Races
|    | Datum        | Circuit                        | Winnaar            | Tweede               | Derde                | Pole position      |
| 1  | 10 maart     | Stratencircuit Monterrey       | Cristiano da Matta | Dario Franchitti     | Christian Fittipaldi | Adrián Fernández   |
| 2  | 14 april     | Stratencircuit Long Beach      | Michael Andretti   | Jimmy Vasser         | Massimiliano Papis   | Jimmy Vasser       |
| 3  | 26 april     | Twin Ring Motegi               | Bruno Junqueira    | Alex Tagliani        | Dario Franchitti     | Bruno Junqueira    |
| 4  | 2 juni       | Milwaukee Mile                 | Paul Tracy         | Adrián Fernández     | Massimiliano Papis   | Adrián Fernández   |
| 5  | 9 juni       | Laguna Seca                    | Cristiano da Matta | Christian Fittipaldi | Kenny Bräck          | Cristiano da Matta |
| 6  | 16 juni      | Portland International Raceway | Cristiano da Matta | Bruno Junqueira      | Dario Franchitti     | Cristiano da Matta |
| 7  | 30 juni      | Chicago Motor Speedway         | Cristiano da Matta | Bruno Junqueira      | Dario Franchitti     | Dario Franchitti   |
| 8  | 7 juli       | Stratencircuit Toronto         | Cristiano da Matta | Kenny Bräck          | Christian Fittipaldi | Cristiano da Matta |
| 9  | 14 juli      | Cleveland                      | Patrick Carpentier | Michael Andretti     | Paul Tracy           | Cristiano da Matta |
| 10 | 28 juli      | Stratencircuit Vancouver       | Dario Franchitti   | Paul Tracy           | Tony Kanaan          | Cristiano da Matta |
| 11 | 11 augustus  | Mid-Ohio Sports Car Course     | Patrick Carpentier | Christian Fittipaldi | Michael Andretti     | Patrick Carpentier |
| 12 | 18 augustus  | Road America                   | Cristiano da Matta | Alex Tagliani        | Bruno Junqueira      | Bruno Junqueira    |
| 13 | 25 augustus  | Circuit Gilles Villeneuve      | Dario Franchitti   | Cristiano da Matta   | Tony Kanaan          | Cristiano da Matta |
| 14 | 1 september  | Stratencircuit Denver          | Bruno Junqueira    | Scott Dixon          | Cristiano da Matta   | Bruno Junqueira    |
| 15 | 14 september | Rockingham Motor Speedway      | Dario Franchitti   | Cristiano da Matta   | Patrick Carpentier   | Kenny Bräck        |
| 16 | 6 oktober    | Stratencircuit Miami           | Cristiano da Matta | Christian Fittipaldi | Jimmy Vasser         | Tony Kanaan        |
| 17 | 27 oktober   | Surfers Paradise               | Mario Domínguez    | Patrick Carpentier   | Paul Tracy           | Cristiano da Matta |
| 18 | 3 november   | California Speedway            | Jimmy Vasser       | Michael Andretti     | Patrick Carpentier   | Tony Kanaan        |
| 19 | 17 november  | Autódromo Hermanos Rodríguez   | Kenny Bräck        | Cristiano da Matta   | Bruno Junqueira      | Bruno Junqueira    |

## Eindrangschikking (Top 10)
| Rank | Rijder               | Ptn |
| ---- | -------------------- | --- |
| 1.   | Cristiano da Matta   | 237 |
| 2.   | Bruno Junqueira      | 164 |
| 3.   | Patrick Carpentier   | 157 |
| 4.   | Dario Franchitti     | 148 |
| 5.   | Christian Fittipaldi | 122 |
| 6.   | Jimmy Vasser         | 114 |
| =    | Kenny Bräck          | 114 |
| 8.   | Alex Tagliani        | 111 |
| 9.   | Michael Andretti     | 110 |
| 10.  | Michel Jourdain Jr.  | 105 |

1979 · 
1980 ·
1981 ·
1982 ·
1983 ·
1984 ·
1985 ·
1986 ·
1987 ·
1988 ·
1989 ·
1990 ·
1991 ·
1992 ·
1993 ·
1994 ·
1995 ·
1996 ·
1997 ·
1998 ·
1999 ·
2000 ·
2001 ·
2002 ·
2003 ·
2004 ·
2005 ·
2006 ·
2007